# Frank Hadden
Pas d'image ? Cliquez ici

a Compétitions nationales et continentales officielles uniquement.

Dernière mise à jour le 2 août 2015.
Frank Hadden, né le 14 juin 1954 à Dundee (Écosse), entraîneur de rugby à XV de l'équipe d'Écosse du 15 septembre 2005 au 2 avril 2009 après avoir été celui du club d'Édimbourg Rugby.
L'Australien Matt Williams a été démis de ses fonctions le 25 avril 2005. Frank Hadden a été nommé les jours suivants entraîneur intérimaire de l'équipe d'Écosse. Avant-dernier du Tournoi des six nations 2005 avec une seule victoire au compteur, le XV au chardon connaissait son troisième entraîneur en moins de deux saisons. Matt Williams avait en effet succédé en décembre 2003 à Ian McGeechan, qui avait terminé tristement : une dernière place au Tournoi des six nations 2004.
Frank Hadden a été nommé entraîneur officiellement le 15 septembre 2005 et a démissionné le 2 avril 2009, après la 5e place de l'Écosse dans le Tournoi des six nations 2009.

## Parcours
Frank Hadden naît le 14 juin 1954 à Dundee en Écosse. Il fait ses études à la High School of Dundee (en) et à l'université de Strathclyde jouant au rugby dans chaque école. Il intégra Carnegie School of PE (en) à Leeds pour faire une carrière de professeur. Tout en enseignant à Guiseley School (en), il jouait au rugby à XV pour Headingley, jouant parfois en équipe première, quand l'habituel titulaire, Ian McGeechan (qui sera plus tard l'entraîneur de rugby à XV de l'équipe d'Écosse et l'entraîneur des Lions le plus titré) était en tournée avec l'équipe nationale.

### Début de carrière d'entraîneur
En 1983, Frank Hadden était nommé Directeur de PE et directeur du rugby à l'école Merchiston Castle à Édimbourg.
L'équipe première de l'école devint une des places fortes des écoles de rugby d'Écosse, Frank Hadden acquit une renommée comme entraîneur en puissance de rugby.
En 1992 il accepta son premier challenge national, quand il s'occupa de la sélection d'Écosse des moins de 16 ans. Tout en s'occupant des jeunes Écossais, Hadden débuta en 1997 comme entraîneur adjoint des Caledonian Reds, une des quatre nouvelles équipes professionnelles écossaises mises en place après le passage du rugby au statut professionnel. 
Frank Hadden fit partie de la tournée de 1998 en Australie en qualité de conseiller technique. Mais la Fédération écossaise, la SRU, dut faire des économies de budget pour sauver les Reds, et Frank Hadden retourna à ses études.

### Édimbourg Rugby
En 2000, quand une révolte des joueurs poussa vers la sortie Ian Rankin alors l'entraîneur d'Édimbourg Rugby, Frank Hadden accepta de quitter l'enseignement et fut entraîneur principal de l'équipe. 
En 2004, il devint le premier entraîneur à qualifier une équipe professionnelle écossaise pour les quarts de finale de la Coupe d'Europe de rugby à XV.
Durant son passage à Édimbourg Rugby, l'équipe connut une montée en puissance.
| Saison      | Club            | Division      | Poste      | Classement                 | Coupe d'Europe             | Challenge Européen |
| ----------- | --------------- | ------------- | ---------- | -------------------------- | -------------------------- | ------------------ |
| 2000 - 2001 | Édimbourg Rugby |               | Entraîneur |                            | Éliminé en poule           | -                  |
| 2001 - 2002 | Édimbourg Rugby | Celtic League | Entraîneur | 6e de la poule B           | Éliminé en poule           | -                  |
| 2002 - 2003 | Édimbourg Rugby | Celtic League | Entraîneur | Éliminé en quart-de-finale | Éliminé en poule           | -                  |
| 2003 - 2004 | Édimbourg Rugby | Celtic League | Entraîneur | 10e                        | Éliminé en quart-de-finale | -                  |
| 2004 - 2005 | Édimbourg Rugby | Celtic League | Entraîneur | 7e                         | Éliminé en poule           | -                  |

### Équipe d'Écosse
Frank Hadden a dirigé 41 matches en tant qu'entraîneur de l'équipe d'Écosse.
Sur ces 41 matches, on compte 16 victoires pour 25 défaites, soit 39 % de victoires.
L'Écosse de Frank Hadden aura remporté des victoires sur des équipes de niveau moyen ou plus modeste, mais aura systématiquement buté sur les 3 grandes équipes de l'hémisphère sud: Nouvelle-Zélande, Afrique du Sud, Australie. Entre 2005 et 2009 l'Écosse aura cependant réalisé de bonnes performances à plusieurs reprises contre des équipes de haut niveau comme l'Angleterre en 2006 et 2008, la France en 2006, l'Irlande et le Pays de Galles en 2007 ou encore l'Argentine en 2008. L'Écosse de Frank Hadden a systématiquement dominé les équipes moins bien classées qu'elle.
En Coupe du monde :
3 victoires pour 2 défaites. Participation aux quarts de finale, battue 19-13 par l'équipe d'Argentine.
Plus large victoire : 66-19 contre les Barbarians, le 31 mai 2006 ;
Plus large défaite : 0-40 contre la Nouvelle-Zélande, le 23 septembre 2007

#### Bilan
| Année | Sélection | Tournoi     | Poste         | Classement IRB à la fin de l'année | Tournoi | Coupe du monde             |
| ----- | --------- | ----------- | ------------- | ---------------------------------- | ------- | -------------------------- |
| 2005  | Écosse    | -           | Sélectionneur | 10e                                | -       | -                          |
| 2006  | Écosse    | Six Nations | Sélectionneur | 9e                                 | 3e      | -                          |
| 2007  | Écosse    | Six Nations | Sélectionneur | 8e                                 | 6e      | Éliminé en quart-de-finale |
| 2008  | Écosse    | Six Nations | Sélectionneur | 9e                                 | 5e      | -                          |
| 2009  | Écosse    | Six Nations | Sélectionneur | 10e (à son départ-avril 2009)      | 5e      | -                          |

## Palmarès
- Calcutta Cup (1) : 2006 et 2008